# Àngels en l'islam
Els àngels o malàïka, en singular malak (àrab: الملاك, al-malāk, en plural الملائكة, al-malāʾika), són criatures divines, éssers espirituals creats per Déu, en els quals tot musulmà ha de creure. Són mencionats manta vegades a l'Alcorà i en els hadits.
Al contrari que els humans o els jinns o genis, els àngels no tenen voluntat lliure i, per tant, només poden seguir les ordres de Déu. Estan implicats en guarir la salut dels humans. Creure en els àngels és un dels sis articles de Fe en l'islam. Així com els humans estan fets d'argila i els jinns estan fets de foc sense fum, els àngels estan fets de llum.
A l'Alcorà, els àngels glorifiquen el Creador i duen el seu tro. Executen les seves ordres sense qüestionar-les, llevat d'Iblís, que va rebutjar obeir-lo, i transmeten la Revelació. Acudeixen en ajut dels creients. Tanmateix, el seu paper principal és enregistrar els actes dels homes en unes llibretes. Els àngels de la mort interroguen el difunt a la tomba sobre si coneix la religió. El Dia del Judici els àngels intercediran pels creients però assenyalaran els que hagin reprovat la fe. Al llarg de la història, Déu hauria enviat àngels a Abraham, a Maria i a Zacaries.
La tradició en fa éssers de llum dotats de vida, de paraula i de raó. I els distingeix clarament dels jinns i dels dimonis.
En l'islam no hi ha una jerarquia dels àngels paral·lela a la jerarquia dels àngels que hi ha en el cristianisme.

## Àngels singulars
L'arcàngel Gabriel, que en àrab rep el nom de Jibril, fou l'arcàngel responsable de revelar l'Alcorà a Mahoma vers per vers. A més, Jibril s'ha comunicat amb tots els profetes.
L'arcàngel de la tradició judeocristiana anomenat Rafael és conegut a l'islam com Israfil. Serà ell qui tocarà la trompeta al final dels temps. Segons un hadit, Israfil serà l'àngel responsable de senyalar l'arribada de la Qiyama o Dia del judici.
L'arcàngel Miquel s'anomena a l'islam Mikhaïl i proporciona nodriment als cossos i les ànimes. Mikhaïl sovint es descriu a l'islam com qui proporciona pluja i trons a la Terra.
Azrael és conegut a l'islam com Izraïl o malak al-mawt, literalment ‘àngel de la mort’. És el responsable de separar el cos de la seva ànima.
En la tradició, el nom dels àngels varia, segons la seva funció. L'àngel encarregat del dia és anomenat Haramil, mentre que el de la nit és Xarahil. Els àngels poden interferir en la vida dels éssers humans. En aquest sentit, haurien participat a la batalla de Badr, del 624, a les files dels musulmans, on se'ls distingiria per dur turbants blancs; mentre que a la campanya de Hunayn del 630 hi haurien intervingut cofats amb turbants vermells. Els divendres es posen a l'entrada de les mesquites i prenen nota dels que hi acudeixen. Finalment, quan un àngel es rebel·la, Déu el fa baixar a la terra on pren la forma d'un home; aleshores pot casar-se amb una dona i engendrar humans singulars com Bilqís, nom de la reina de Sabà a la tradició islàmica, o Alexandre el Gran, anomenat Dhu-l-Qarnayn en l'islam.